# Yuya Matsushita Live Tour 2011 〜SUPER DRIVE〜
『Yuya Matsushita Live Tour 2011 〜SUPER DRIVE〜』（ユウヤ・マツシタ・ライブ・ツアー・2011 〜スーパー・ドライブ〜）は、日本の歌手、松下優也の2枚目のライブDVD。発売元は、ERJ。

## 内容
- 2011年9月25日にZepp東京で行われた「Live Tour 2011 〜SUPER DRIVE〜」の追加公演の模様を収録。

## 収録曲
1. SUPER DRIVE
2. Hot Girl!!
3. Vurtual World
  - ライブ時は未音源化であったが、2012年1月25日に発売されたシングル『キミへのラブソング〜10年先も〜』に収録
4. 君の声RMX
  - 君の声のアレンジバージョンの為、CDには収録されていない。
5. Trust Me
6. YOU
7. 2 of Us
  - ライブ時は未音源化であったが、2012年2月22日に発売されたアルバム『2U』に収録。歌詞が異なっている。
8. Back to Love
9. L.o.L
10. foolish foolish
11. Lonely Rain
12. Paradise
13. Beauty & Beast
  - ライブ時は未音源化であったが、2012年2月22日に発売されたアルバム『2U』に収録。
14. Secret Love.featBRIGHT,SHUN
15. 4 Seasons
16. どんなときも。
17. Close to you
18. Naturally
19. KISS ME
20. foolish foolish (RMX)
21. Trust Me (RMX)